# Марина Еракович
Марина Еракович (на хърватски: Marina Eraković) е професионална тенисистка от Нова Зеландия. Тя е етническа хърватка, която емигрира извън пределите на родината си след като започват етническите гонения на сръбските паравоенни формирования в Хърватия.
Започва да тренира тенис на 6-годишна възраст. Професионалната ѝ кариера стартира през 2005 г.
Най-сериозните си успехи при девойките, Марина Еракович записва през 2004 г., когато печели „Откритото първенство на САЩ“ за девойки заедно с холандската си партньорка Михаела Крайчек. През 2005 г., Марина Еракович печели нова титла от юношеските турнири за Големия шлем на двойки. Това се случва по време на „Откритото първенство на Австралия“, на което Еракович печели безапелационно заедно със своята беларуска партньорка Виктория Азаренка. В две последователни години (2004 и 2005), Марина Еракович и румънката Моника Никулеску губят финалните мачове на турнира „Уимбълдън“ за девойки.
Първата си титла на двойки в кръга на професионалните тенис-състезатели, Марина Еракович печели на турнира в холандския град Хертогенбош през 2008 г. Във финалната фаза на този турнир, Еракович и Михаела Крайчек наиграват латвийката Лига Декмейере и Анжелик Кербер с резултат 6:3, 6:2. на 27 септември 2008 г., новозеландската тенисистка и американката Джил Крейбъс побеждават на турнира в Токио, представителките на домакините Аюми Морита и Айко Накамура в труден мач с резултат 4:6, 7:5, 10:6. На 20 октомври 2008 г., Еракович печели третата си титла на двойки, по време на турнира „Фортис Чемпиъншипс“ в Люксембург. Тогава тя и румънската и партньорка Сорана Кърстя надделяват над Вера Душевина и Мария Коритцева с 2:6, 6:3, 10:8. На 8 февруари 2010 г., по време на турнира „Патая Сити“ в Бангкок, Марина Еракович печели титлата, като си партнира с представителката на домакините Тамарин Танасугарн, заедно с която сломяват съпротивата на Анна Чакветадзе и Ксения Первак.
Най-доброто си представяне на двойки, в турнирите от Големия шлем, Марина Еракович регистрира през 2008 г., по време на „Откритото първенство на САЩ“. В тази елитна надпревара, тя достига до четвъртфинал заедно с хърватската си партньорка Йелена Костанич, който двете тенисистки губят от Джил Крейбъс и Саманта Стосър.
Най-доброто си класиране в ранглистата на женския тенис, Марина Еракович постига през 2008 г. Тогава тя заема 49-а позиция на сингъл и 43-та позиция на двойки.